# Jean-François Tournon
Jean-François Tournon (ur. 6 sierpnia 1905 w Bois-Colombes, zm. 12 kwietnia 1986 tamże) – francuski szablista, brązowy medalista olimpijski i czterokrotny medalista mistrzostw świata.
Podczas mistrzostw świata w Pieszczanach w 1938 roku Francuzi w składzie: Marcel Faure, Édward Gardère, Louis Taillandier i Jean-François Tournon wywalczyli drużynowo srebrny medal. W tej samej konkurencji zdobył następnie srebrne medale na mistrzostwach świata w Kairze (1949) i mistrzostwach świata w Monte Carlo (1950) oraz brązowy na mistrzostwach świata w Luksemburgu (1954).
Na igrzyskach olimpijskich w Londynie w 1948 roku drużynowo był piąty, a indywidualnie nie startował. Na rozgrywanych cztery lata później igrzyskach olimpijskich w Helsinkach Maurice Piot, Jacques Lefèvre, Bernard Morel, Jean Laroyenne, Jean-François Tournon i Jean Levavasseur zdobyli brązowy medal w szabli drużynowej. W rywalizacji indywidualnej dotarł do ćwierćfinałów.